# ブルネイ時間
ブルネイでは現在、ブルネイ時間（BNT、UTC+8）が標準時として使用されている。夏時間は実施されていない。

## IANAのTime Zone Database
IANAのTime Zone Databaseには、ブルネイの標準時が1つ含まれている。
| 国コード | 座標        | 時間帯ID    | 注釈 | 協定世界時との差 | 夏時間 | 備考 |
| -------- | ----------- | ----------- | ---- | ---------------- | ------ | ---- |
| BN       | +0456+11455 | Asia/Brunei |      | +08:00           | +08:00 |      |